# Schweisdorf

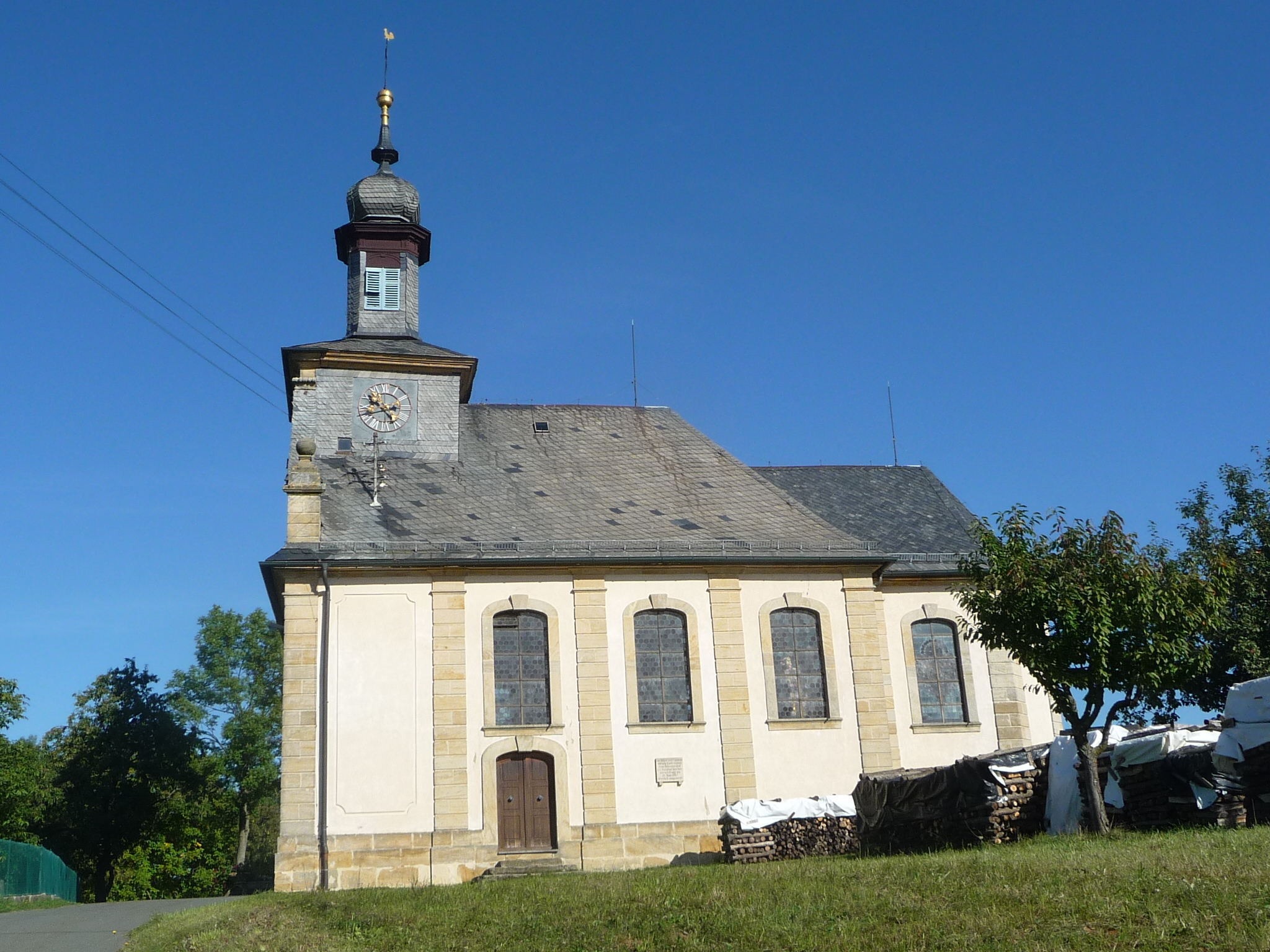
St. Johannes der Täufer (Schweisdorf)

Das Kirchdorf Schweisdorf ist ein Gemeindeteil der Stadt Scheßlitz im oberfränkischen Landkreis Bamberg in Bayern. Am 30. März 2022 hatte Schweisdorf 170 Einwohner.

## Geschichte des Ortes
Am 1. Mai 1978 wurde der Ort in die Stadt Scheßlitz eingegliedert.

### Kapelle
In Schweisdorf befindet sich eine Johanneskapelle, die früher in Johannishof bei Oberhaid stand und im Jahr 1862 Stein für Stein nach Schweisdorf umgesetzt wurde.

## Bildergalerie

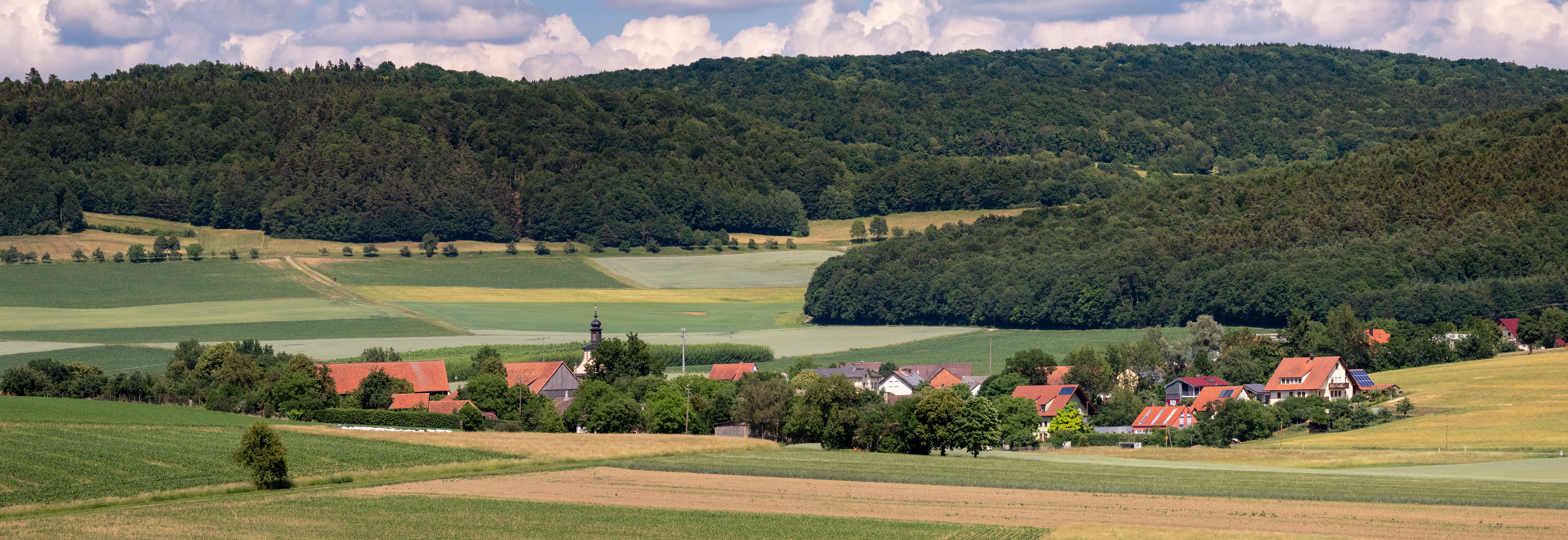
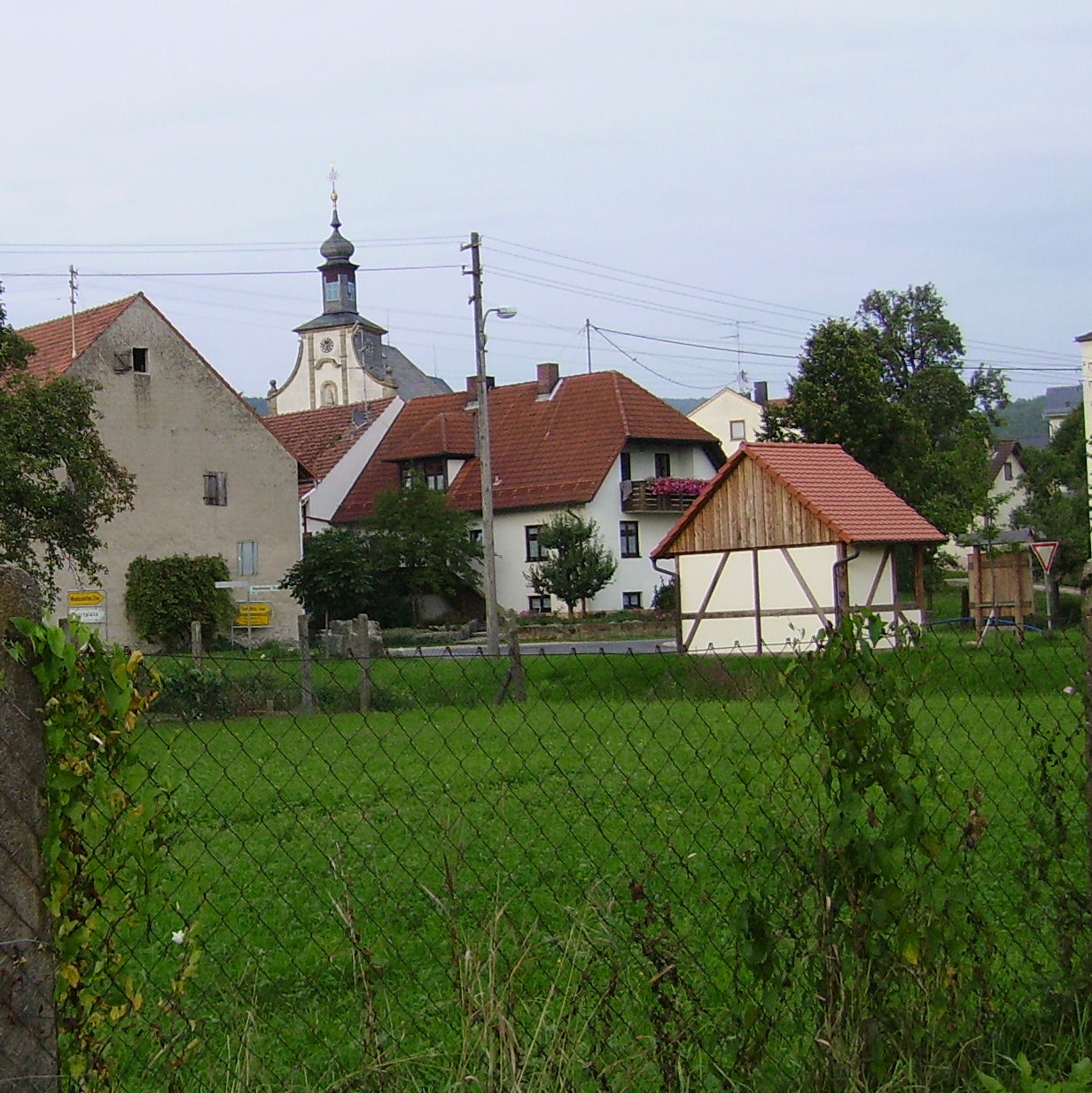
Ortsbild
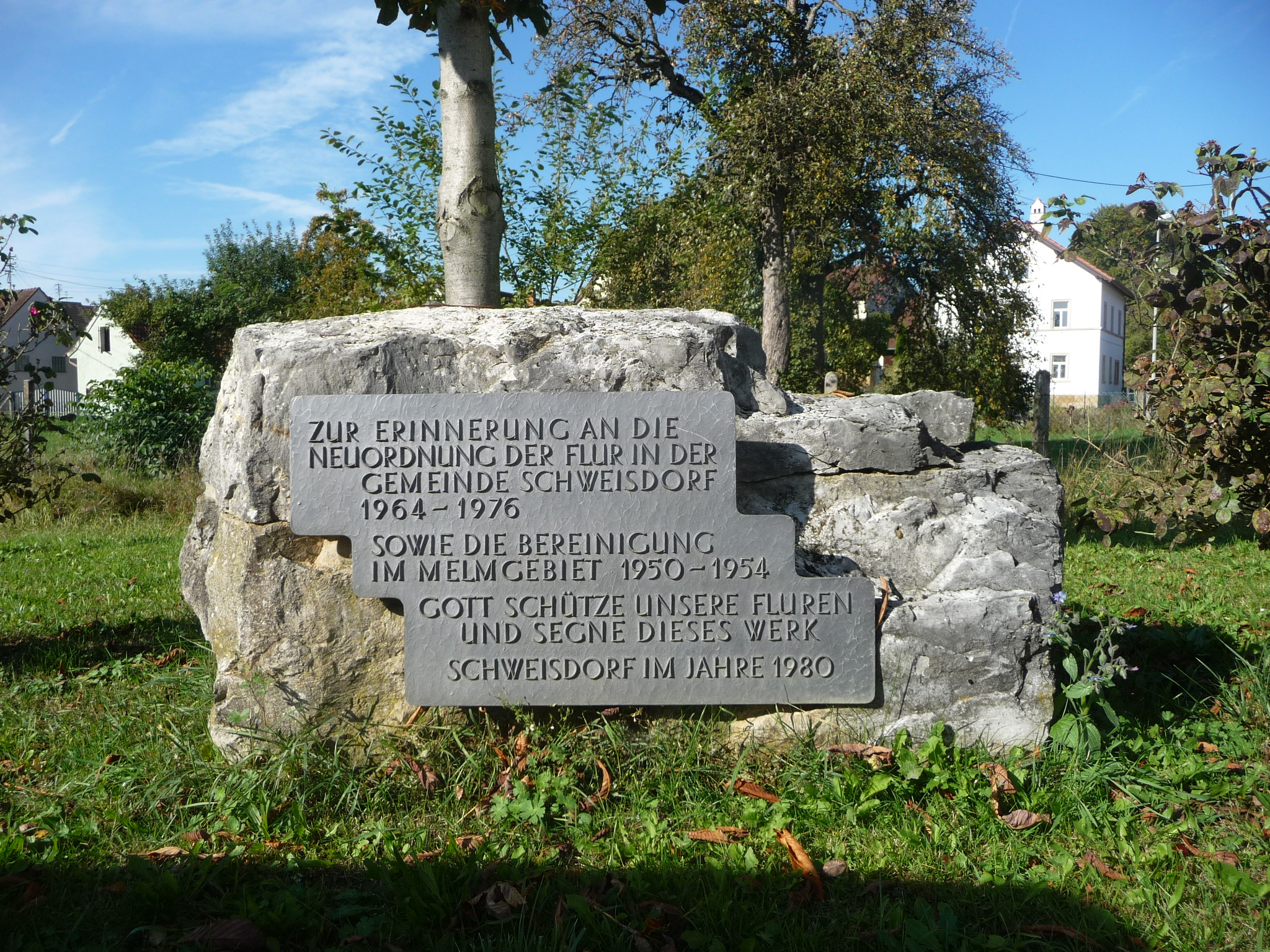
Flurbereinigungsstein